# Thibaudia ovalifolia
Thibaudia ovalifolia är en ljungväxtart som beskrevs av A. C. Smith. Thibaudia ovalifolia ingår i släktet Thibaudia och familjen ljungväxter. Inga underarter finns listade i Catalogue of Life.